# روجر بروك تاني

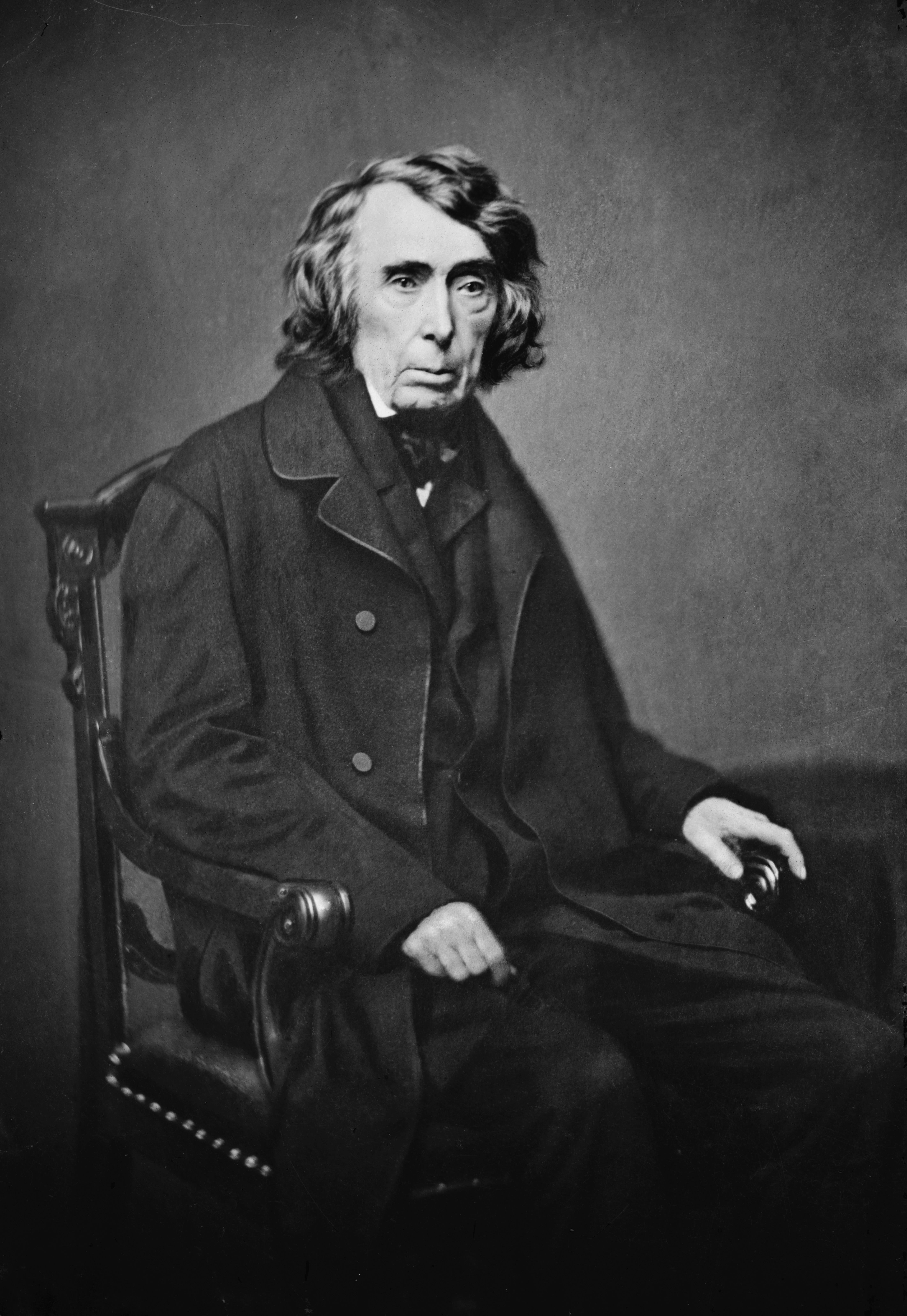
روجر بروك تاني

روجر بروك تاني (بالإنجليزية: Roger Brooke Taney)‏ (17 مارس 1777 - 12 أكتوبر 1864) هو سياسي وقانوني أمريكي كان خامس رئيس القضاة في المحكمة العليا في الولايات المتحدة وشغل هذا المنصب من 1836 حتى وفاته في عام 1864. وقدم رأي الأغلبية في قضية دريد سكوت ضد سانفورد (1857)، والتي حكمت (بين أمور أخرى) أن الأمريكيين السود كانوا يعتبرون أقل مرتبة في الوقت الذي صيغ فيه دستور الولايات المتحدة، ولم يكونوا جزءا من المجتمع الأصلي للمواطنين، سواء كانوا أحرارا أم عبيدا، ولا يمكن اعتبارهم مواطنين للولايات المتحدة، وهو ما خلق ضجة بين دعاة إلغاء العبودية والولايات الحرة من شمال الولايات المتحدة. كان تاني أول كاثوليكي (والأول من غير البروتستانت) يتم تعيينه على في مجلس الوزراء الرئاسي، ومنصب النائب العام في عهد الرئيس أندرو جاكسون، فضلا عن تعيينه بالمحكمة.
كان تاني من أنصار الديمقراطية الجاكسونية وعينه جاكسون رئيسا للقضاة، وقد وصفه منتقدوه (وكذلك منتقدو جاكسون) بأنه أداة مطيعة في يد فريق جاكسون.  وكان يرى أن اقتران السلطة والحرية بالغ الأهمية، وإذا ما أصبحت السلطة متركزة في يد قلة فإنها تشكل تهديدا خطيرا للحرية الفردية. وعارض محاولات الحكومة الوطنية لتنظيم أو مراقبة المسائل التي من شأنها أن تحد من حقوق الأفراد. ولد تاني في برينس فريدريك في ماريلاند، وامتهن القانون والسياسة في وقت واحد ونجح في كليهما. انضم للحزب الفيدرالي ثم تركه لاحقا بعد أن اعتبره قضية خاسرة، وارتقى إلى أعلى الفريق الجاكسوني في ولايته. تولى تاني منصب النائب العام (1831-1833) ثم وزير الخزانة (1833-1834)، وكان عضوا بارزا في مجلس المطبخ (وهو ما أطلقه مناوئو جاكسون على مستشاريه)، وأصبح أحد أقرب مستشاري جاكسون، وساعده في حملته الشعبوية ضد بنك الولايات المتحدة الثاني القوي.
وبحلول الوقت الذي أصبح فيه رئيس القضاة، أصبح تاني مؤيدا قويا للرق، رغم أنه أعتق أحد عشر عبدا ورثهم في شبابه وأدلى بتصريحات مناهضة للرق عندما كان محامي الدفاع عن أحد دعاة إلغاء العبودية.  وأشهر قضاياه هي قضية دريد سكوت ضد سانفورد، حيث قدم عبد يدعى دريد سكوت استئنافا إلى المحكمة العليا على أمل الحصول على حريته استنادا على جلبه من قبل أسياده للعيش في الولايات الحرة. حكمت محكمة تاني أن الأشخاص المنحدرين من أصل أفريقي لا يمكن أن يكونوا مواطنين بموجب الدستور الأمريكي، ولم ينوي أحد وضعهم كمواطنين في أي وقت، وبالتالي فإن المدعي (سكوت) لم يملك وضعا قانونيا يؤهله لتقديم دعوى. ورأى تاني أن واضعي الدستور رأوا أن السود «ليست لهم حقوق يحترمها الرجل الأبيض، وأن الزنجي قد يوضع بشكل عادل وقانوني في مؤسسة العبودية لفائدته، وقد تم شراؤه وبيعه ومعاملته على أنه بضاعة عادية يتم شراؤها ونقلها كلما أمكن تحقيق الأرباح منه». كما أعلنت المحكمة أن تسوية ميزوري (1820) غير دستورية، ما سمح بنشر العبودية في جميع مقاطعات البلاد. وتوفي تاني خلال الأشهر الأخيرة من الحرب الأهلية الأمريكية في نفس اليوم الذي قامت فيه ولايته ماريلاند بإلغاء الرق.

## روابط خارجية
- روجر بروك تاني على موقع الموسوعة البريطانية (الإنجليزية)
- روجر بروك تاني على موقع الموسوعة البريطانية (الإنجليزية)
- روجر بروك تاني على موقع إن إن دي بي (الإنجليزية)